# Плая (дем Коница)
Плая или Зерма (на гръцки: Πλαγιά, до 1955 година Ζέρμα, Зерма) е село в Северозападна Гърция, дем Коница, област Епир. Селото е разположено високо в северозападните склонове на планината Смолика (Смоликас). Според преброяването от 2011 година населението му е 11 души.

## История
В 1656 година според надписа в храма Йоанис Николау издига, а братята Николай и Георги от Линотопи изписват манастирската църква „Успение Богородично“ в Зерма.

## Личности
Родени в Плая
- Янулис Зермас (1854 - ?), гръцки револционер